# 西安西関空港
西安西関空港（せいあんせいかんくうこう）は中華人民共和国陝西省西安市にあった空港。西安市中心部から約5kmに位置していたが、1991年に空港機能を西安咸陽国際空港に移転し、廃港となった。

## 沿革
- 1924年4月3日　北京政府航空署中央航空支隊のビッカース ビミーが、河南省洛陽から飛来し、西安城西側の大営盤に着陸する。
- 1930年　大営盤に長さ800m、幅100mの滑走路が建設される。表面は芝生であった。
- 1932年3月　中国・ドイツの合資会社である欧亜航空が西安航空站を開設する。主な任務は貨物及び郵便輸送であったが、民間航空輸送及び軍用機の離着陸も扱った。
- 1932年4月1日　欧亜航空はW34(en:Junkers W 34)を用いて、上海-南京-洛陽-西安線を開設する。
- 1932年5月6日　欧亜航空は西安-蘭州の郵便路線を開設する。
- 1932年5月18日　欧亜航空は上海-南京-洛陽-西安線を蘭州まで延長する。
- 1934年3月13日　欧亜航空は太原-西安線を開設する。
- 1935年9月13日　張学良の乗る波音号が武漢から西安に降り立つ。
- 1935年9月　欧亜航空は成都-西安線を開設する。後に昆明まで延長する。
- 1936年3月　欧亜航空は昆明-西安線を開設する。
- 1936年11月　国民政府は西安空港の拡張を指示する。
- 1936年12月25日　張学良は当空港を利用し、緊急に蔣介石を南京に送り届ける。
- 1937年8月21日　欧亜航空は上海から西安に移転する。
- 1937年8月　欧亜航空は重慶-西安-蘭州線、漢口-西安線を開設する。
- 1937年10月2日　陝西省政府は西安空港の拡張を指示する。
- 1937年11月30日　西安空港の拡張工事が完了する。長さ1,200m、幅50mの土の滑走路となる。
- 1937年11月　欧亜航空は西安から昆明に移転する。
- 1939年1月　欧亜航空は重慶-西安-蘭州-粛州（現酒泉）-ハミの路線を開設する。
- 1939年3月　中国航空は重慶-西安路線を開設する。
- 1943年3月　欧亜航空が中央航空と名称を変更する。当航空会社の西安発着線は全て停止する。
- 1943年　西安空港が拡張され、総面積が約20万平方メートルとなる。
- 1945年8月　中央航空は上海-西安線、北平-西安線を開設する。
- 1947年初　中央航空は上海-南京-鄭州-西安線、上海-南京-漢口-西安線を開設する。
- 1948年5月28日　国民政府交通部民航局空運隊は南京-漢口-西安-蘭州-粛州（現酒泉）線、天津-北平-西安線の定期路線を開設する。
- 1949年5月　人民解放軍が西安空港を接収し、長さ1,800m、幅50mの石の滑走路となる。
- 1966年8月　西安空港の拡張工事が始まる。
- 1967年5月4日　拡張工事が完了し、長さ2,200m、幅45mの滑走路となる。
- 1984年　国務院と中央軍事委員会で空軍の咸陽飛行場址に大型の民間空港を建設することが決定する。
- 1987年8月　西安咸陽国際空港第1期工事着工。
- 1991年8月31日 空港業務を終了し、空港は閉鎖される。
- 1991年9月1日　空港業務を引き継いだ西安咸陽国際空港が開港する。